# Bobo Forro
Bobo Forro est un village de Sao Tomé-et-Principe situé au nord-est de l'île de São Tomé, dans le district de Mé-Zóchi.

## Population
Lors du recensement de 2012, 715 habitants y ont été dénombrés.

## Économie
Une centrale électrique (Bobo Forro 2) y a été développée en 2015. Le nom de la localité fait référence aux Forros (ou Filhos da terra).